# Lutuhyne
Lutuhyne (Ucraino: Лутугине, in russo Лутугино?, Lutugino) è una città dell'Ucraina, situato nell'oblast' di Luhans'k della regione storica del Donbass, ma de facto situata nel Repubblica Popolare di Lugansk.